# Hilara embartaki
Hilara embartaki är en tvåvingeart som beskrevs av Chvala 2008. Hilara embartaki ingår i släktet Hilara och familjen dansflugor.
Artens utbredningsområde är Frankrike. Inga underarter finns listade i Catalogue of Life.